# Jueves negro tunecino 1978
El jueves negro tunecino de 1978
La crisis social que se desarrolla en le década de 1970 es consecuencia del cambio de paradigma entre el Túnez socialista de 1960 y el Túnez liberal que comienza con Hedi Nouira y con los contratos de progreso y pactos sociales que se llevan a cabo durante su gobierno.
El jueves 26 de enero de 1978 se produjo una huelga de 24 horas, de carácter general debido al empeoramiento de la crisis económica en Túnez.
Ésta estaba convocada por la Unión General de Trabajadores Tunecinos (UGTT); se dan una serie de enfrentamientos entre las fuerzas de seguridad del estado y los trabajadores.
El resultado fueron decenas de manifestantes muertos, varios heridos y cientos de detenidos, entre ellos el líder de la UGTT, Habib Achour.

## Antecedentes
Las políticas que lleva a cabo Ben Salah durante los años 60 con un carácter socialista cooperativista, sufren un cambio de paradigma cuando Hedi Nouira implanta una política liberal.
En este momento, se dará una situación de desequilibrio debido a que el sindicato quiere ser independiente del Estado, pero a su vez, quiere influir en él y en las políticas de liberalización económica que emprende el Gobierno.
En los años 70, Nouira apostará por el sector privado, acabando así, con el sistema cooperativo. Esto supondrá que en los primeros años de la década de los 70, las luchas reivindicativas aumenten.
Con el fin de lograr una política salarial con líneas fijas en el nuevo sistema de salarios, el 29 de mayo de 1973 se firma el Contrato del Progreso , donde se registran las condiciones fundamentales que posee cualquier trabajador. Hasta el momento todas las negociaciones estaban bajo control del estado, el cual no cedía en la negociación de convenios y salarios. Esta firma del Contrato de Progreso supone una tregua en el poder aplicado por el estado en las negociaciones.
Durante ese año se aparentó una situación de flexibilidad, algo que se consiguió a través de dos factores:
•	Factores socioeconómicos: se promueve la iniciativa privada y se lleva a cabo una política de industrialización. En este momento los sindicatos recobran el papel de defensa de los derechos de los trabajadores.
•	Factores ideológicos: comienzan a darse tensiones entre la patronal y los empleadores contra los sindicatos y los nuevos asalariados.
Los cinco años siguientes a la firma del Contrato del Progreso, se ve que el 50% las empresas se concentran en Túnez provincia, además de en Sfax (13%), Nabeul (7%) y Monastir (5%), pero hay zonas más desfavorecidas, como fue el caso de Sidi Bouzid (0,2%), o Qayrawan (1,11%).
Habib Achour tomará ciertas medidas manipulado por el régimen de Gadafi, ya que este aborrecía a Hedi Nouira. Achour animará a la realización de huelgas, que finalmente desembocarán en la huelga general del Jueves negro. Esto, más los enredos que se producirán en el gobierno y que llevarán a dividir este, supondrá que Nouira adopte una línea de acción dura. El fin de esta actuación sería desestabilizar el régimen de Bourguiba.
En 1977 comienzan a producirse las primeras huelgas en sectores como el del transporte o la minería.
Ante estos enfrentamientos se sugiere la necesidad de la creación de una nueva regulación en el marco de las negociaciones entre Estado, sindicato y patronal. Esta negociación se ve como una “alternativa de lucha de clases”  que tranquiliza al estado, el cual veía la posibilidad de que se movilizaran los sectores sindicales más conflictivos. Sin embargo, en el sector sindical se entendió como una forma de control del Estado.
Así mismo el Estado y el sindicato no caminaban en la misma dirección.
Comienzan a sucederse diferentes movilizaciones, ninguna autorizada por el sindicato.
Los convenios firmados en 1973 se ven debilitados poco a poco ya que no ven modificación alguna a lo largo de los años, lo que los hace quedar obsoletos y dónde todas las mejoras de trabajo fueron insuficientes. Esta mala praxis provoca la distorsión de la negociación colectiva. Además, la ausencia de presencia sindical supone la violación continua de los derechos sindicales, esto afectó mayoritariamente al sector público.
El 19 de enero de 1977 se firma el Pacto Social, a esto se llegó debido a la situación de apertura al diálogo y a la negociación. De nuevo se trata de dar una visión de concordia para frenar la conflictividad que se vivía en el país. Pero estas negociaciones en realidad no llegarán a ninguna conclusión, ya que no aportaron nada nuevo a los trabajadores tunecinos, – aquellos que ya estaban en el sector y a los de nuevo acceso – por lo que las tensiones continuaron aumentando.
Con la firma de este nuevo pacto comienzan a darse mejoras, aumento del salario – también aumenta por la antigüedad laboral en sectores públicos – y mejoras en las condiciones de trabajo. Además el derecho sindical se ve reforzado ya que los empleados tenían la protección de los delegados sindicales dentro de las empresas.
Pero, todo lo planteado por la UGTT no fue factible, lo que llevó a la primera crisis interna en el sindicato. Esto supuso la convocatoria de una gran huelga para el 26 de enero de 1978, la cual fue duramente reprimida.

## El jueves negro tunecino

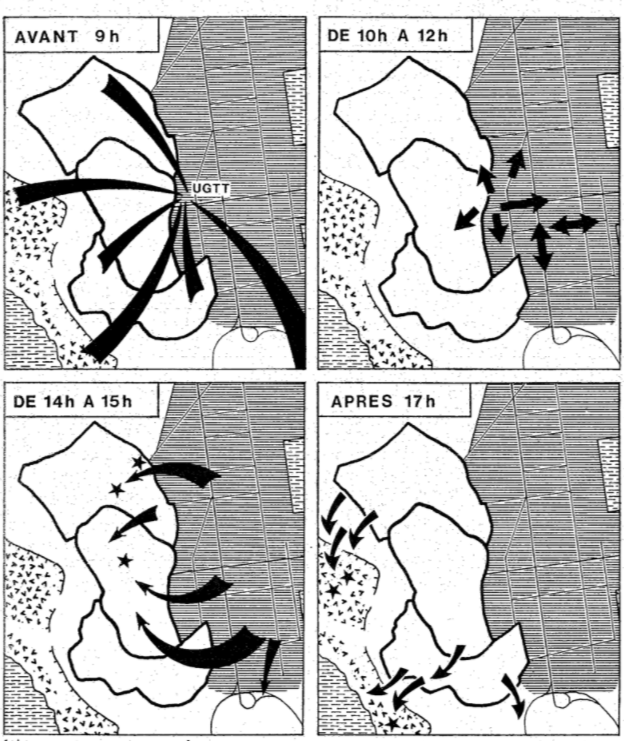
Extraído de Lowy. P. Espace idéologique et quadrillage policier : le 26 janvier 1978 à Tunis, Hérodote, n°13, 1979, p. 109

La fuerte crisis y el fracaso delos pactos sociales quinquenales propuestos a Habib Achour - y aprobados por el 14º Congreso de la UGTT - y llevados a cabo por Hédi Nouira llevaron a la convocatoria de la primera huelga de carácter general en Túnez tras la independencia, el 26 de enero de 1978.
Para frenar la revuelta, el ejército es movilizado alrededor de las 14 horas y sale a las calles persiguiendo a toda una muchedumbre que exigía mejoras.
El ejército rodeará edificios públicos cercanos a la Avenida Bourguiba, actuarán con el fin de limpiar la ciudad de manifestantes. Para ayudar a erradicar esta huelga, las tropas cierran las puertas de la medina para impedir que los manifestantes huyeran, contando también con ayuda de helicópteros que favorecen la búsqueda de estos.
Muchos inocentes murieron por intentar ayudar a proteger a los participantes en la huelga.
Al final de la tarde, el ejército controlaba toda la medina. Tras esto, las milicias establecen un toque de queda que comenzará a las 18:00 horas y durará hasta las 5:00 horas.
Al día siguiente se realizarán detenciones masivas en los domicilios propios de los arrestados.
El balance del gobierno para este acto es de 50 muertos y un centenar de heridos, además de un millar de detenidos, entre ellos representantes de la cúpula de la UGTT.
Por el contrario, la central sindical ofrece otras cifras, donde los fallecidos en esta jornada rondan los 400.

## Consecuencias.

#### Congreso extraordinario de la UGTT del 25 de febrero de 1978.
Con la cúpula del partido en prisión, el gobierno convoca un congreso extraordinario el 25 de febrero de 1978, con el fin de someter al sindicato a su autoridad. Para ello Tijani Abid es nombrado secretario general de la UGTT, respaldado por el gobierno. Desde este momento el sindicato está bajo el poder absoluto del gobierno y el poder presidencial de la dirección del país, el cual trata de establecer un “periodo de normalización”, no obstante, la forma de actuar violaba los estatutos del sindicato y las libertades básicas sindicales.
Para ello, en el congreso del 25 de febrero se reforma el Artículo 1 de los estatutos de la UGTT, donde se hace mención a la elección del secretario general, el cual ya no sería elegido por el congreso, si no por el comité ejecutivo. Además se prohíbe el reingreso de sindicalistas detenidos en el jueves negro a la ejecutiva del sindicato.
Esto supuso la victoria de Habib Bourguiba, quien sólo buscaba depurar la cúpula principal de la UGTT.

#### Congreso reconductor de 1981.
No es hasta abril de 1981 cuando se convoca un congreso que le devuelva la legitimidad a la UGTT. Aquí Habib Achour es restablecido como secretario por un breve período de tiempo, pero será Taieb Baccouche quien ocupe el cargo de manera definitiva.
Durante este período, la UGTT sigue enfrentándose a los agravios que fueron el resultado de los hechos sucedidos en 1978, además de los arbitrajes estatales que se sucedieron los tres años siguientes a la huelga del 26 de enero del 1978.
El restablecimiento de la autonomía de la UGTT fue lento, ya que había quedado sometida al gobierno y con la mayoría de la cúpula principal en prisión, aun así, esto no fue sinónimo del fin de la central sindical.
La huelga de 1978 tuvo consecuencias, entre estas la necesidad de algunos militantes de emanciparse del poder, lo que llevó a aquellos que demandaban la autonomía a radicalizarse.

#### Los años siguientes al Congreso del 1981.
Los años siguientes al Congreso del 1981, Túnez se enfrenta a nuevos y duros conflictos sociales, las denominadas “revueltas del pan”, las cuales llevaron a modificar las dinámicas internas de la UGTT y a “liberalizarse”.
Entre 1978 y 1984 la tensión no hizo más que aumentar y se produjeron nuevos altercados sofocados, una vez más, de manera violenta por parte del gobierno.

## Queja ante la OIT.
La grave situación de Túnez provocó una queja que quedó registrada en la OIT (Organización Internacional del Trabajo) debido a la violación de los derechos sindicales; esta queja fue apoyada de manera internacional por varias organizaciones y federaciones sindicales.
La OIT envió al director general Adjunto de la OIT – Sr. Bolin – a Túnez con el fin de mostrar preocupación por la situación que vivían los sindicatos tunecinos y las detenciones que se produjeron de manera masiva, donde entre los detenidos se encontraba el secretario general de la UGTT – Habib Achour – además de centenares de trabajadores.
A los detenidos se les privó de todo contacto con sus abogados y familiares.
Para justificar estas detenciones, el gobierno alega que se trató de un atentado contra el Jefe del Estado además de manifestaciones ilegales en la vía pública, con el agravante de saqueos y desacato a la autoridad.
A pesar de lo declarado por el Gobierno, las organizaciones internacionales declararon que la huelga era legítima ya que había sido convocada dentro del tiempo legal establecido.
Pero el gobierno de Bourguiba continúa corroborando que esta era ilegal y convocada fuera de plazo y con el único fin de desestabilizar el país, de ahí las medidas represivas que se tomaron para garantizar la seguridad de la población. 
Las conclusiones que se registraron en el informe fueron la liberación de los sindicalistas a excepción de Salh B’Rour y Abderrazak Ghorbal, quienes fueron sometidos a trabajos forzados. 
El comité como recomendación solicita clemencia para ellos.